# Freziera calophylla
Freziera calophylla är en tvåhjärtbladig växtart som beskrevs av José Jéronimo Triana och Planch. Freziera calophylla ingår i släktet Freziera och familjen Pentaphylacaceae. Inga underarter finns listade i Catalogue of Life.